# Fiestas del Cristo del Caño
Las fiestas del Cristo del Caño es una fiesta celebrada en la localidad abulense de El Barco de Ávila, durante el primer fin de semana de septiembre. En las que se venerá al Cristo, patrón de esta localidad.

## Historia del Stmo. Cristo del Caño
Por el siglo XIII, una gran crecida del Tormes arrastró, no se sabe desde dónde y dejó orillado a la izquierda del río por encima del puente, un Cristo de madera de tamaño natural.
Lo vieron unos caminantes y junto a la gente del pueblo lo condujeron en procesión a la iglesia parroquial, donde se dejó. A la mañana siguiente volvió a aparecer en el mismo sitio, lo llevaron de nuevo a la iglesia. Al día siguiente ocurrió igual.
La gente se convenció de que quería permanecer a la entrada del Puente y allí le erigieron una ermita, denominada del Humilladero inicialmente.
Cuatro siglos después se declaró ruinosa y en el siglo XVII (1672) se reconstruyó. Al hacer los cimientos surgió una corriente de agua que se recogió en una fuente de 3 caños. Desde entonces empezó a llamarse a la fuente y al Cristo del Caño.

## Fin de semana del Cristo

### Jueves
Las amas de casa de El Barco de Ávila, visten al Cristo.

### Viernes
A las 12:00, tiene lugar en la plaza, el pregón a cargo del alcalde y de una persona importante, siendo en 2008 Carlos Fitz-James Stuart y Martínez de Irujo, hijo de la Duquesa de Alba.
A continuación, tiene lugar una traca de petardos en la plaza y después un pasacalles por toda la localidad de Gigantes y Cabezudos, que desemboca en la plaza.
Alrededor de las 21:00, sale de la ermita el Cristo, preparado para la procesión que recorre desde la ermita hasta la iglesia, pasando por la calle Mayor. Al paso del Cristo por el puente viejo se disparan fuegos artificiales. Dura aproximadamente una hora y media.

### Sábado
Tienen lugar por la mañana Castillos de Espuma en la plaza, Gigantes y Cabezudos y un trenecito. Alrededor de la hora de comer las peñas, bailan y se divierten en la plaza.
Por la tarde comienza un festejo taurino, a cargo de las peñas y mozos de la localidad.

### Domingo
Por la mañana tiene lugar la procesión del Cristo, que recorre la calle Mayor y vuelve a la iglesia. Después la banda municipal de música, interpreta piezas de la localidad en la plaza.
Por la tarde, comienza una Novillada con picadores.
Para finalizar, a las 22:00, en los márgenes del río Tormes, tiene lugar un castillo de fuegos artificiales.
- Datos: Q5861852